# 62 (getal)
62 (tweeënzestig) is het natuurlijke getal volgend op 61 en voorafgaand aan 63.

## In de wiskunde
Er is geen oplossing voor Eulers totiëntvergelijking φ(x) = 62, waarmee 62 een niettotiënt is.

## Overig
62 is ook:
- Het jaar A.D. 62 en 1962.
- Het atoomnummer van hetscheikundige element Samarium (Sm).